# 23322 Duyingsewa
23322 Duyingsewa è un asteroide della fascia principale. Scoperto nel 2001, presenta un'orbita caratterizzata da un semiasse maggiore pari a 2,6129353 UA e da un'eccentricità di 0,1883347, inclinata di 3,97231° rispetto all'eclittica.